# Maida
Maida är en ort och kommun i provinsen Catanzaro i regionen Kalabrien i Italien. Kommunen hade 4 641 invånare (2018).